# Othenio Abel
Othenio Lothar Franz Anton Louis Abel, född 25 juni 1875 i Wien, död 4 juli 1946 i Tiefgraben, var en österrikisk paleontolog.

## Biografi
Abel anställdes 1900 vid Geologiska riksanstalten i Wien, blev docent 1902 samt var professor 1912–1917 i paleontologi och 1917–1934 i paleobiologi vid Wiens universitet, därefter höll han från 1935 samma professur vid universitetet i Göttingen. Han författade ett stort antal arbeten av företrädesvis paleontologiskt innehåll. I Grundzüge der Paläobiologie der Wirbeltiere (1912) utstakade han vägar till förståelsen av de fossila ryggradsdjurens levnadssätt, rörande sådant som lokomotion (rörelsesätt), näringssätt, uppehållsort och så vidare. Även i hans övriga verk är de fylogenetiska och ekologiska problemen centrala och genom sina paleontologiska undersökningar lämnade han viktiga bidrag till flera däggdjurs fylogeni, särskilt valarnas och sirendjurens. Abel tilldelades Bigsbymedaljen 1911. Han invaldes 1935 som ledamot i Akademie der Wissenschaften zu Göttingen och Leopoldina.